# Cnidoscolus infestus
Cnidoscolus infestus är en törelväxtart som beskrevs av Ferdinand Albin Pax och Käthe Hoffmann. Cnidoscolus infestus ingår i släktet Cnidoscolus och familjen törelväxter. Inga underarter finns listade i Catalogue of Life.